# John Podesta
John David Podesta (né le 15 janvier 1949 à Chicago, Illinois) est un homme politique américain, membre du Parti démocrate.

## Biographie
Il a été le chef de cabinet de la Maison-Blanche de Bill Clinton entre 1998 et 2001.
Il a fondé le Center for American Progress, un think tank basé à Washington.
Il devient en janvier 2014 conseiller du président des États-Unis au sein de l'administration Obama.
Le 31 janvier 2024, sous la présidence de Joe Biden, John Podesta est annoncé comme successeur de John Kerry au poste de principal diplomate américain chargé du climat. Il entre en fonction le 6 mars suivant.

### Courriels divulgués par Wikileaks
Il est chargé de la campagne électorale de Hillary Clinton pour 2016. En octobre 2016, à la suite d'un hameçonnage effectué sur son compte Gmail personnel, ses courriels sont piratés et publiés, ainsi que les pièces jointes (des textes en format doc et pdf, des enregistrements sonores en format mp3 et wav, et quelques vidéos en format mov et mp4) par WikiLeaks, dès le 7 octobre 2016.
Le 13 février 2015, il indique, dans un échange de courriels entre lui et l'astronaute Edgar Mitchell, que son plus grand échec de 2014 est de ne pas avoir assuré la divulgation des dossiers sur les  ovnis.

## Lien avec le Pizzagate

### Introduction
En 2016, la campagne électorale d’Hillary Clinton fut sujette à des théories conspirationnistes qui accusèrent certains démocrates, dont John Podesta, de faire partie d'un réseau pédophile : ce qui fut appelé le « Pizzagate ». D'après ces accusations, le restaurant Comet Ping Pong serait au cœur de ces activités. Le propriétaire du Comet Ping Pong, James Alefantis, soutenait fermement le Parti démocrate. En effet, ses locaux étaient souvent utilisés pour amasser des fonds afin de soutenir les candidats du parti politique. Le journaliste Andy Kroll explique dans le magazine Rolling Stone que, selon les théories conspirationnistes développées par les internautes, les démocrates posséderaient des locaux dans ce restaurant où ils pratiqueraient des activités pédophiles. Ces théories sur l'existence d'un réseau pédophile mené par certains démocrates ont été basés sur l'échange d’e-mails entre John Podesta et son frère Tony Podesta. Ces e-mails ont été partagés sur WikiLeaks et ont conduit à plusieurs accusations envers ces hommes politiques et leur prétendue participation à un réseau pédophile. Plusieurs internautes affirment qu’ils sous-entendaient la présence d'un réseau pédophile mené par les démocrates. Jim Kline, professeur de psychologie, explique dans son article « Pizzagate: The Archetypal Dimension of a Conspiracy Theory » que conséquemment, la campagne électorale d’Hillary Clinton a sans aucun doute pris une tournure qui ne l’avantageait pas puisque son nom était associé à ces théories. Cela affecta sa campagne électorale, puisque les emails de Podesta ont été dévoilés un mois avant l'élection. D'après le sondage de « Public Policy Polling » expliqué par Vox, 32 % des 1 224 voteurs américains interrogés ne savaient pas s’il y avait un lien entre Clinton et l’existence fantasmée d’un réseau pédophile, tandis que 14 % étaient certains de son existence,. De ce fait, ces théories conspirationnistes ont rapidement été partagées à travers plusieurs réseaux sociaux. Ainsi, Kroll explique que Twitter, YouTube, Facebook et Reddit ont participé à l’alimentation de ces multiples théories conspirationnistes. Compte tenu de l’expansion rapide de l’information à travers internet, cela a poussé plusieurs personnes à considérer ces allégations comme véridiques, ce qui affecta la campagne électorale d’Hillary Clinton.